# Acrotrichis montandonii
Acrotrichis montandonii är en skalbaggsart som först beskrevs av Allibert 1844.  Acrotrichis montandonii ingår i släktet Acrotrichis, och familjen fjädervingar. Arten är reproducerande i Sverige.